# حي الحاوي وقدر الله (حضرموت)
حي الحاوي وقدر الله هو أحد أحياء مدينة تريم في محافظة حضرموت اليمنية. يبلغ تعداد سكانه 3589 نسمة حسب التعداد السكاني في اليمن لعام 2004.